# Галляаральський район
Галляаральський район (узб. Ғаллаорол тумани, G’allaorol tumani) — район у Джиззацькій області Узбекистану. Розташований на південному заході області. Утворений 22 лютого 1964 року. Центр — місто Галляарал.